# Губар Олег Йосипович
Олег Йосипович Губар (16 листопада 1953, Одеса — 19 березня 2021) — український прозаїк, журналіст, поет, автор книг з історії Одеси. Почесний громадянин Одеси.

## Життєпис

### Походження та навчання
Батьки — вчитель математики Йосип Львович Губар (1922—?) і Дуся Марківна Шварц (1922—?). Закінчив музичну школу за класом скрипки. Навчався в середній школі № 92, колишньої одеської гімназії Ігліцького.
Служив у радянській армії, був студентом Одеського інституту інженерів морського флоту, потім Одеського державного університету (закінчив геолого-географічний факультет), археологом, геологом, робітникам-землекопом, вантажником, слюсарем, науковим працівником та журналістом.

### Трудова діяльність
Працював у газетах «Вечірня Одеса», «Одеський вісник», «Вісник регіону», в журналі «Одеса». З 2000 року входить до редколегії і випускає одеський літературно-художній, історико-краєзнавчий альманах «Дерибасівська — Рішельєвська».
Член бюро історико-краєзнавчої секції «Одесика» Одеського Будинку вчених; президії Одеського відділення Українського товариства охорони пам'яток історії та культури; історико-топонімічної і паркової комісій Одеського міськвиконкому. Почесний член Всесвітнього клубу одеситів. Почесний член Європейського інтерклубу «Будинок Де Рібаса».
Автор багатьох книг, публікацій в журналах України, Росії, Німеччини та Ізраїлю.

## Громадянська позиція
Мав українофобські і проросійські погляди. Зокрема 2018 року заявив:
Одеса переживає найважчий період у своїй історії. Український керівний режим брехливий і тримається тільки на війні. Не припиняються спроби переписати історію міста.

## Родина
Був чотири рази одружений. Донька Маша, сини Федір, Фелікс та Леонід.

## Премії, нагороди
- «За любов до Одеси», премія Національної спілки журналістів України, 1999;
- «За кращий літературний твір, виданий в Одесі», 2000 (за книгу «Людина з вулиці Тираспольської»);
- Лауреат премії «Твої імена, Одеса», 2001; «Мережевий Дюк», 2001 (у номінації «Мала проза»);
- «За кращу журналістську роботу», 2002 (за альманах «Дерибасівська-Рішельєвська», спільно з Ф. Д. Кохрихтом та Є. М. Голубовським);
- «Золоте перо Одеси» (журналістика), 2004;
- «Одесит року — 2004» в номінації «Інтелект Одеси»;
- Дипломи Міжнародної книжкової ярмарки «Зелена Хвиля» за мистецькі та краєзнавчі книги;
- Почесна грамота Одеського міського голови за організацію повернення праху подружжя Воронцових у Спасо-Преображенський собор, 2005.
- «Людина справи», 2007.
- Почесний громадянин міста Одеси (2014)

## Книги та брошури
- «Пушкин. Театр. Одесса», 1993
- "Сто вопросов «за Одессу», 1994
- «Секция „Одессика“ за 30 лет», 1994
- «Академик Александр Штеренгерц», 1995 (разом з Є. О. Поклітаром)
- «Оружие самозащиты», 1995
- «Народная икона Центральной, Левобережной и Южной Украины XVIII—XX столетий», 1997
- «Всматриваясь в лица. К 155-летию фотографии в Одессе», 1998
- «Воронцов и Воронцова», 1999
- «Человек с улицы Тираспольской», 2000 (проза)
- «Second hand», 2001 (проза)
- «Мелкое хулиганство», 2002 (проза)
- «Энциклопедия друзей», 2003
- «Odessa Memories», Washington University Press, 2003 (альбом-монографія, разом з Патрісією Херліхі, Бел Кауфман, Олександром Розенбоймом, Ніком Ільїним)
- «Одесса в новых памятниках, мемориальных досках и зданиях» (під патронатом Всесвітнього клубу одеситів), 2004
- «Оккупация: Одесса, 1941—1944», 2004 (илюстрований альбом, разом з М. Б. Пойзнером та А. Л. Грабовським)
- «Моё собачье дело. Иронические очерки о старой Одессе», 2004
- «Одесса: Пале-Рояль. Иллюстрированный альбом», 2005
- «„Весы и меры“ старой Одессы», 2005
- «Телемак», 2005 (проза)
- «101 вопрос об Одессе», 2006
- «Старые дома и другие памятные места Одессы», 2006
- Брав участь у перевиданні книг Доротеї Атлас (1992) і А. М. де Рібаса (2005)
- Підготував до друку і видав книгу покійного друга, історика містобудування Одеси В. А. Чарнецького: «Древних стен негласное звучанье», 2001
- Підготував до друку і видав збірку віршів і графіки покійного друга, художника Юрія Коваленка: «Последний альбом», 2004
- Первые кладбища Одессы. — ТЭС, 2012 г. — ISBN 978-966-2389-55-5.
- Second hand. — ТЭС, 2012 г.
- Очерки ранней истории евреев Одессы. / предисл. М. М. Рашковецкий. — Одесса: ВМВ, 2013. — 415 с., ил.
- «Second ear». — 2014.